# Espasa geneta
El qualificatiu  geneta , de significat incert, respon a un tipus d'espasa de producció genuïnament nazarí, introduïda a la península "musulmana" pels Zenete. Corresponia a un tipus d'espases rectes, de doble tall amb canal fins a la meitat, d'empunyadura fusiforme i amb pom rodó, d'una sola mà; les dues extensions de la creuera de forma arrodonida queien cap a la fulla, deixant un mínim espai entre si. Però sens dubte, la seva característica més important era el preuat treball i qualitats dels materials amb els quals es fabricaven les empunyadures.

## Les espases genetes en la Història

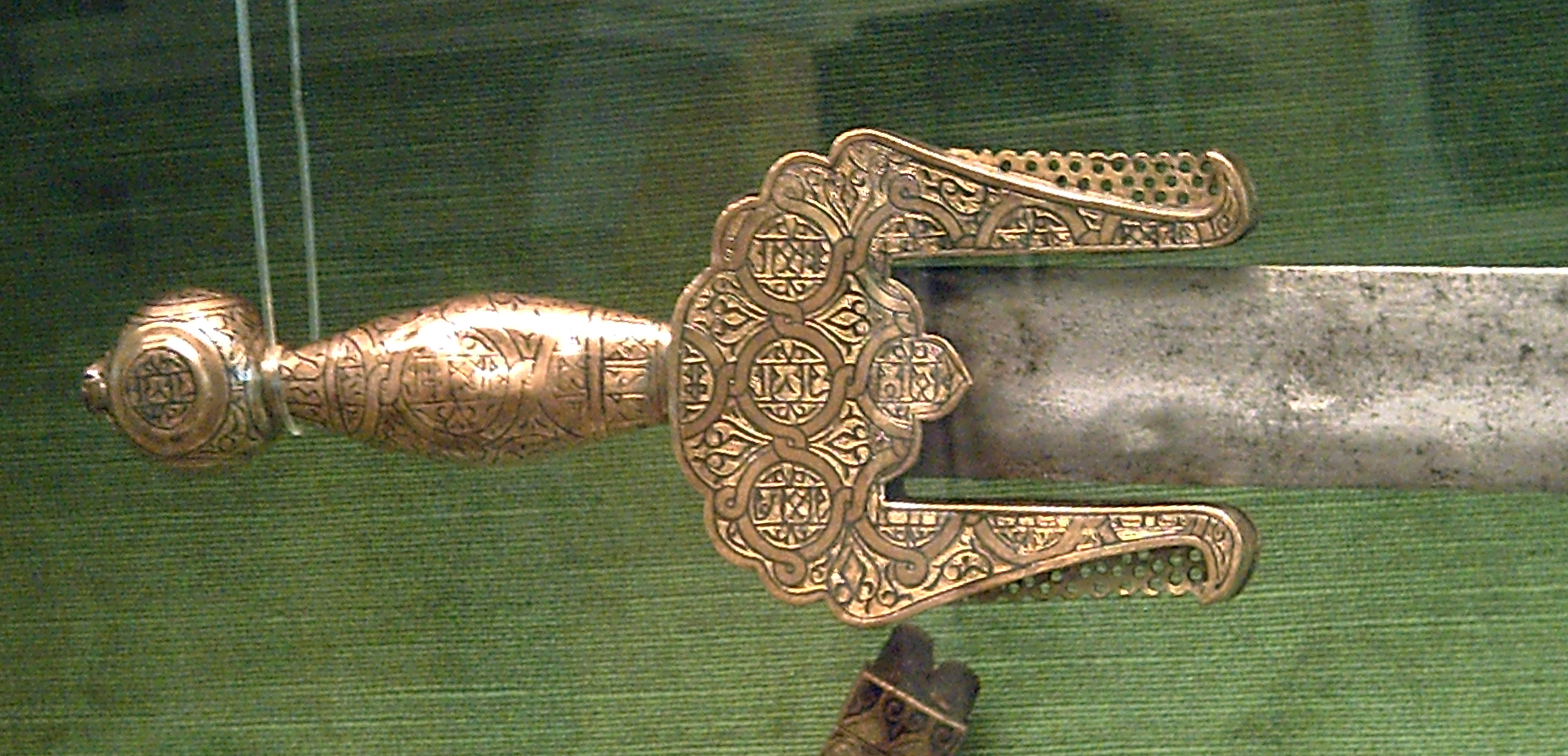
Empunyadura d'una geneta nassarita del o XV (MAN, Madrid).

Aquestes espases originals d'Al-Àndalus, el territori de la península Ibèrica que va estar sota domini musulmà, van ser en un principi armes de la cavalleria dels  Zenets , però a mesura que la fama i tècnica de muntar "a la geneta", i l'ús d'aquestes armes per tropes "mores" dels regnes "cristians" ibèrics-o per botí de guerra-, van començar a ser emprades pels més prestigiosos nobles i guerrers de la Reconquesta, sent les seves primeres aparicions documentades no abans del segle xiii, i tancant-se el seu ús i fabricació "cristiana" cap al segle xv, a Toledo.
Tot i que queden pocs exemplars a tot el món, l'espasa geneta tenia dues variants molt ben diferenciades: uns exemplars que no es troben en museus, però sí que s'hi fa referència en documents de l'època-, i les de "parada" o "oficialia". D'aquestes últimes són els exemplars que podem trobar en els respectius museus-com l'Espasa geneta de Boabdil el Chico o la famosa Tizona de el Cid -, i són les que han servit per a catalogar a aquestes espases com armes luxosament forjades i vestides dels millors materials de l'època.
Va ser per tant la nova tècnica de guerra de la cavalleria musulmana -adoptada més tard pels regnes cristians- la que va propiciar el desenvolupament de les espases genetes a Al-Àndalus (a Granada sobretot), més d'acord amb el tipus de lluita que va revolucionar les guerres de conquesta i reconquesta peninsulars.